# 11e étape du Tour de France 2025
Pour un article plus général, voir Tour de France 2025.
La 11e étape du Tour de France 2025 se déroule le mercredi 16 juillet 2025 sur une boucle autour de Toulouse, sur une distance de 156,8 kilomètres.

## Parcours de l'étape

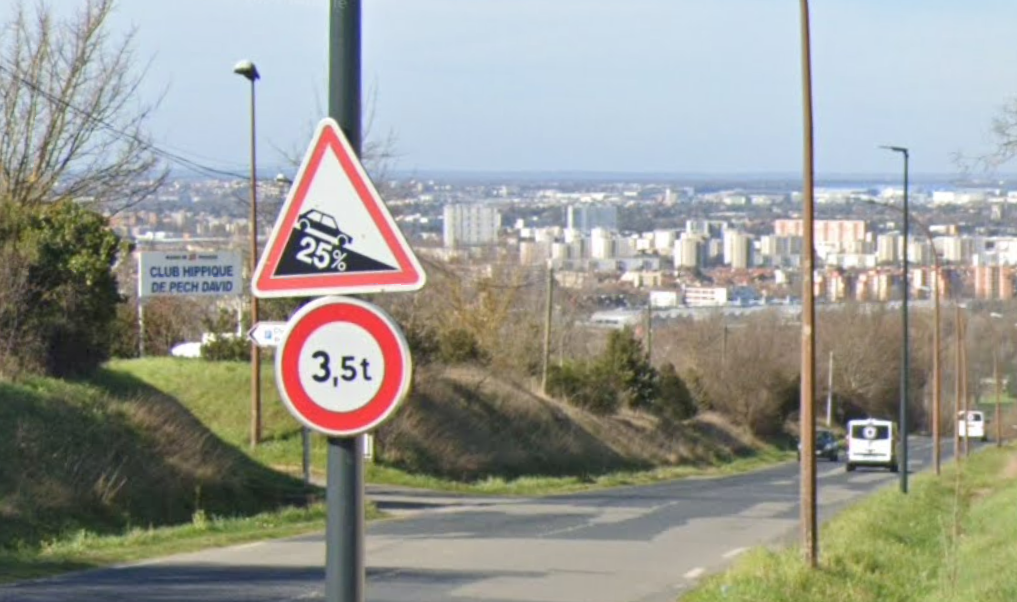
Au sommet du Pech David, un panneau de signalisation informe d'une pente maximale à 25 %.

Après le premier jour de repos de cette 112e édition du Tour de France et une première semaine de course exceptionnellement longue de dix jours, cette 11e étape forme une boucle autour de Toulouse, quatrième ville la plus peuplée de France, préfecture de l'Occitanie et de la Haute-Garonne. Longue de 156,8 kilomètres, cette étape se déroule intégralement dans ce département. La journée est composée de cinq ascensions répertoriées au classement de la montagne, dont une seule de troisième catégorie, dont le sommet est situé à huit kilomètres de l'arrivée. Le sprint intermédiaire est situé à Labastide-Beauvoir, à l'entrée du bourg, sur la route de Toulouse, au lieu-dit « Al pass. del Merle » (km 97,3). Le départ fictif est donné devant le Stadium de Toulouse ; il s'agit du plus long de ce Tour de France avec seize kilomètres de défilé, avant le départ réel lancé à la sortie de Blagnac, capitale de l'industrie aéronautique et spatiale française.
Les premiers kilomètres quittent l'agglomération toulousaine par le nord, vers Grenade (km 15,4), où la Garonne est traversée. Dès la rive droite atteinte, la première ascension de la journée se dresse devant les coureurs : la côte de Castelnau-d'Estrétefonds (1,4 km à 6,6 %, 4e catégorie, km 25,9). Il s'agit de l'unique difficulté de ces cent premiers kilomètres. À partir de Fronton (km 30,3) s'ensuit une longue transition vers le sud-est, par Castelmaurou (km 59,6) et Sainte-Foy-d'Aigrefeuille (km 84,4), où le parcours quitte le pays toulousain pour entrer dans le Lauragais le temps d'une trentaine de kilomètres. Après le sprint intermédiaire de Labastide-Beauvoir, le tracé prend la direction de Toulouse et des collines entre le canal du Midi et Garonne, où se situe la majorité des 1 531 mètres de dénivelé positif du jour. Quatre ascensions s'enchaînent en moins de quarante kilomètres : d'abord la côte de Montgiscard (16 km à 5,3 %, 4e catégorie, km 111,6), suivie directement par la côte de Corronsac (900 m à 6,7 %, 4e catégorie, km 117). Bien que le terrain continue à être accidenté autour de Vigoulet-Auzil (entre les km 125,6 et km 134,8), la prochaine difficulté répertoriée est la côte de Vieille-Toulouse (1,3 km à 6,8 %, 4e catégorie, km 142,5). La côte de Pech-David (800 m à 12,4 %, 3e catégorie, km 148) est considérée comme l'épouvantail de la journée, où la course à la victoire d'étape devrait se jouer. Après une courte descente sinueuse et étroite sur la fin, les six derniers kilomètres prennent place dans un décor urbain, avec quelques pièges laissés par le mobilier urbain. À partir du sommet de cette dernière ascension, le parcours dans Toulouse est le suivant : chemin des Côtes de Pech David, rue Thomas-Edison, avenue des Coteaux, route de Narbonne, avenue Jules-Julien, avenue de l'U.R.S.S., boulevard André-Delacourtie, avenue Paul-Crampel, allée des Demoiselles, allée Frédéric-Mistral, square Boulingrin, allée Forain-François-Verdier, boulevard Lazare-Carnot, boulevard de Strasbourg, boulevard d'Arcole puis boulevard Lascrosses. La ligne d'arrivée est tracée sur le boulevard Lascrosses devant le jardin Compans-Caffarelli. Les deux derniers kilomètres sont les mêmes que ceux de la 11e étape du Tour de France 2019, qui a vu la victoire de l'Australien Caleb Ewan.

## Déroulement de la course
Dès le kilomètre zéro, de nombreux coureurs tentent de s'extirper du peloton. Il faut attendre la côte de Castelnau-d'Estrétefonds (1,4 km à 6,6 %, 4e catégorie, km 25,9) pour voir un trio de tête se dessiner à l'avant, composé de l'Italien Davide Ballerini (XDS Astana), du Norvégien Jonas Abrahamsen (Uno-X Mobility) et du double champion de Suisse en titre Mauro Schmid (Jayco AlUla). Jonas Abrahamsen passe en tête au sommet de la première difficulté répertoriée, le peloton compte alors un débours de trente-huit secondes. La première heure de course est marquée par un rythme très élevé, supérieur à 50 km/h, engendré par de nombreuses relances jusqu'au sprint intermédiaire de Labastide-Beauvoir avec quelques cassures dans le peloton, qui ne piègent aucun favori du classement général. L'avance des trois coureurs de tête n'excède pas les deux minutes.
Entre temps, deux autres coureurs rejoignent l'avant de la course, le Britannique Fred Wright (Bahrain Victorious) et le Français Mathieu Burgaudeau (TotalEnergies). Peu avant le sprint intermédiaire, un groupe de cinq ressort du peloton, avec l'Américain Quinn Simmons (Lidl-Trek), les deux Belges Arnaud De Lie (Lotto) et Wout van Aert (Visma-Lease a Bike), le Français Axel Laurance (Ineos Grenadiers) et le Néerlandais Mathieu van der Poel (Alpecin-Deceuninck). Les cinq hommes de tête passent au sprint intermédiaire avec cinquante-trois secondes d'avance sur les cinq coureurs en poursuite ; le Portugais Nélson Oliveira (Movistar) chasse seul à une minute et vingt-trois secondes pendant une dizaine de kilomètres, avant de se relever. Le peloton reconstitué, mené par le maillot vert Jonathan Milan (Lidl-Trek), passe à Labastide-Beauvoir avec deux minutes et trente-deux secondes de retard.
Au sommet de la côte de Montgiscard (1,6 km à 5,3 %, 4e catégorie, km 111,6), Fred Wright passe en tête du premier groupe de cinq, avec vingt-six secondes d'avance sur les poursuivants et deux minutes et trente-et-une secondes sur le peloton. Bis repetita dans la côte de Corronsac (900 m à 6,7 %, 4e catégorie, km 117), avec des écarts similaires en faveur du premier groupe d'échappés : vingt-sept secondes sur les poursuivants et deux minutes et vingt-sept secondes sur le peloton. L'écart se réduit fortement entre les deux premiers groupes dans la boucle autour de Vigoulet-Auzil. Au sommet de la côte de Vieille-Toulouse (1,3 km à 6,8 %, 4e catégorie, km 142,5), Jonas Abrahamsen passe en tête.
À 10 kilomètres de l'arrivée, Schmid et Abrahamssen se trouvent seuls en tête de la course. Wright, Burgaudeau et Simmons sont à 20 secondes. Van Aert, Laurance, De Lie, Ballerini et van der Poel pointent à 35 secondes. Le peloton accuse un retard de 3 minutes et 40 secondes.
Les coureurs entament la dernière difficulté de la journée, la Côte de Pech-David, longue de 800 mètres à 12,4 % (ascension classée en 3e catégorie, au km 148). Jonas Abrahamssen et Mauro Schmid passent tour à tour en tête au sommet. Van der Poel sort du groupe des poursuivants et part à leur poursuite. Après une attaque avortée de Jonas Vingegaard (Visma-Lease a Bike) dans la montée, Tadej Pogačar (UAE Emirates XRG) chute à 3 kilomètres de l'arrivée, sans conséquence. Sous la flamme rouge, Mathieu van der Poel compte 9 secondes de retard sur les deux hommes de tête, Abrahamsen et Schmid qui vont se disputer la victoire. C'est Jonas Abrahamsen qui remporte le sprint et par la même sa première victoire d'étape sur le Tour de France. Mathieu van der Poel, troisième à sept secondes, complète le podium.

## Résultats
Cette section présente les résultats et prix obtenus au cours de l'étape.

### Classement de l'étape
| Classement de la 11e étape | Classement de la 11e étape | Classement de la 11e étape | Classement de la 11e étape | Classement de la 11e étape |
|                            | Coureur                    | Pays                       | Équipe                     | Temps                      |
| -------------------------- | -------------------------- | -------------------------- | -------------------------- | -------------------------- |
| 1er                        | Jonas Abrahamsen           | Norvège                    | Uno-X Mobility             | en 3 h 15 min 56 s         |
| 2e                         | Mauro Schmid               | Suisse                     | Jayco AlUla                | + 0 s                      |
| 3e                         | Mathieu van der Poel       | Pays-Bas                   | Alpecin-Deceuninck         | + 7 s                      |
| 4e                         | Arnaud De Lie              | Belgique                   | Lotto                      | + 53 s                     |
| 5e                         | Wout van Aert              | Belgique                   | Visma-Lease a Bike         | + 53 s                     |
| 6e                         | Axel Laurance              | France                     | Ineos Grenadiers           | + 53 s                     |
| 7e                         | Fred Wright                | Royaume-Uni                | Bahrain Victorious         | + 53 s                     |
| 8e                         | Mathieu Burgaudeau         | France                     | TotalEnergies              | + 53 s                     |
| 9e                         | Quinn Simmons              | États-Unis                 | Lidl-Trek                  | + 53 s                     |
| 10e                        | Davide Ballerini           | Italie                     | XDS Astana                 | + 1 min 11 s               |
| modifier                   |                            |                            |                            |                            |

### Bonifications en temps
|   | Coureur              | Pays     | Équipe             | Bonifications |
| - | -------------------- | -------- | ------------------ | ------------- |
| 1 | Jonas Abrahamsen     | Norvège  | Uno-X Mobility     | 10 s          |
| 2 | Mauro Schmid         | Suisse   | Jayco AlUla        | 6 s           |
| 3 | Mathieu van der Poel | Pays-Bas | Alpecin-Deceuninck | 4 s           |

### Points attribués
| Sprint intermédiaire Labastide-Beauvoir (km 97,3) | Sprint intermédiaire Labastide-Beauvoir (km 97,3) | Sprint intermédiaire Labastide-Beauvoir (km 97,3) | Sprint intermédiaire Labastide-Beauvoir (km 97,3) | Sprint intermédiaire Labastide-Beauvoir (km 97,3) |
| ------------------------------------------------- | ------------------------------------------------- | ------------------------------------------------- | ------------------------------------------------- | ------------------------------------------------- |
|                                                   | Coureur                                           | Pays                                              | Équipe                                            | Point(s)                                          |
| 1er                                               | Jonas Abrahamsen                                  | Norvège                                           | Uno-X Mobility                                    | 20                                                |
| 2e                                                | Davide Ballerini                                  | Italie                                            | XDS Astana                                        | 17                                                |
| 3e                                                | Mauro Schmid                                      | Suisse                                            | Jayco AlUla                                       | 15                                                |
| 4e                                                | Fred Wright                                       | Royaume-Uni                                       | Bahrain Victorious                                | 13                                                |
| 5e                                                | Mathieu Burgaudeau                                | France                                            | TotalEnergies                                     | 11                                                |
| 6e                                                | Quinn Simmons                                     | États-Unis                                        | Lidl-Trek                                         | 10                                                |
| 7e                                                | Arnaud De Lie                                     | Belgique                                          | Lotto                                             | 9                                                 |
| 8e                                                | Mathieu van der Poel                              | Pays-Bas                                          | Alpecin-Deceuninck                                | 8                                                 |
| 9e                                                | Wout van Aert                                     | Belgique                                          | Visma-Lease a Bike                                | 7                                                 |
| 10e                                               | Axel Laurance                                     | France                                            | Ineos Grenadiers                                  | 6                                                 |
| 11e                                               | Nélson Oliveira                                   | Portugal                                          | Movistar                                          | 5                                                 |
| 12e                                               | Jonathan Milan                                    | Italie                                            | Lidl-Trek                                         | 4                                                 |
| 13e                                               | Biniam Girmay                                     | Érythrée                                          | Intermarché-Wanty                                 | 3                                                 |
| 14e                                               | Simone Consonni                                   | Italie                                            | Lidl-Trek                                         | 2                                                 |
| 15e                                               | Anthony Turgis                                    | France                                            | TotalEnergies                                     | 1                                                 |
| modifier                                          |                                                   |                                                   |                                                   |                                                   |

| Arrivée d'étape Toulouse (km 156,8) | Arrivée d'étape Toulouse (km 156,8) | Arrivée d'étape Toulouse (km 156,8) | Arrivée d'étape Toulouse (km 156,8) | Arrivée d'étape Toulouse (km 156,8) |
| ----------------------------------- | ----------------------------------- | ----------------------------------- | ----------------------------------- | ----------------------------------- |
|                                     | Coureur                             | Pays                                | Équipe                              | Point(s)                            |
| 1er                                 | Jonas Abrahamsen                    | Norvège                             | Uno-X Mobility                      | 50                                  |
| 2e                                  | Mauro Schmid                        | Suisse                              | Jayco AlUla                         | 30                                  |
| 3e                                  | Mathieu van der Poel                | Pays-Bas                            | Alpecin-Deceuninck                  | 20                                  |
| 4e                                  | Arnaud De Lie                       | Belgique                            | Lotto                               | 18                                  |
| 5e                                  | Wout van Aert                       | Belgique                            | Visma-Lease a Bike                  | 16                                  |
| 6e                                  | Axel Laurance                       | France                              | Ineos Grenadiers                    | 14                                  |
| 7e                                  | Fred Wright                         | Royaume-Uni                         | Bahrain Victorious                  | 12                                  |
| 8e                                  | Mathieu Burgaudeau                  | France                              | TotalEnergies                       | 10                                  |
| 9e                                  | Quinn Simmons                       | États-Unis                          | Lidl-Trek                           | 8                                   |
| 10e                                 | Davide Ballerini                    | Italie                              | XDS Astana                          | 7                                   |
| 11e                                 | Kaden Groves                        | Australie                           | Alpecin-Deceuninck                  | 6                                   |
| 12e                                 | Alberto Dainese                     | Italie                              | Tudor                               | 5                                   |
| 13e                                 | Jordan Jegat                        | France                              | TotalEnergies                       | 4                                   |
| 14e                                 | Romain Grégoire                     | France                              | Groupama-FDJ                        | 3                                   |
| 15e                                 | Simone Velasco                      | Italie                              | XDS Astana                          | 2                                   |
| modifier                            |                                     |                                     |                                     |                                     |

### Cols et côtes
| Côte de Castelnau-d'Estrétefonds (km 25,9) 4e catégorie (1,4 km à 6,6 %) | Côte de Castelnau-d'Estrétefonds (km 25,9) 4e catégorie (1,4 km à 6,6 %) | Côte de Castelnau-d'Estrétefonds (km 25,9) 4e catégorie (1,4 km à 6,6 %) | Côte de Castelnau-d'Estrétefonds (km 25,9) 4e catégorie (1,4 km à 6,6 %) | Côte de Castelnau-d'Estrétefonds (km 25,9) 4e catégorie (1,4 km à 6,6 %) |
| ------------------------------------------------------------------------ | ------------------------------------------------------------------------ | ------------------------------------------------------------------------ | ------------------------------------------------------------------------ | ------------------------------------------------------------------------ |
|                                                                          | Coureur                                                                  | Pays                                                                     | Équipe                                                                   | Point(s)                                                                 |
| 1er                                                                      | Jonas Abrahamsen                                                         | Norvège                                                                  | Uno-X Mobility                                                           | 1                                                                        |
| modifier                                                                 |                                                                          |                                                                          |                                                                          |                                                                          |

| Côte de Montgiscard (km 111,6) 4e catégorie (1,6 km à 5,3 %) | Côte de Montgiscard (km 111,6) 4e catégorie (1,6 km à 5,3 %) | Côte de Montgiscard (km 111,6) 4e catégorie (1,6 km à 5,3 %) | Côte de Montgiscard (km 111,6) 4e catégorie (1,6 km à 5,3 %) | Côte de Montgiscard (km 111,6) 4e catégorie (1,6 km à 5,3 %) |
| ------------------------------------------------------------ | ------------------------------------------------------------ | ------------------------------------------------------------ | ------------------------------------------------------------ | ------------------------------------------------------------ |
|                                                              | Coureur                                                      | Pays                                                         | Équipe                                                       | Point(s)                                                     |
| 1er                                                          | Fred Wright                                                  | Royaume-Uni                                                  | Bahrain Victorious                                           | 1                                                            |
| modifier                                                     |                                                              |                                                              |                                                              |                                                              |

| Côte de Corronsac (km 117,0) 4e catégorie (0,9 km à 6,7 %) | Côte de Corronsac (km 117,0) 4e catégorie (0,9 km à 6,7 %) | Côte de Corronsac (km 117,0) 4e catégorie (0,9 km à 6,7 %) | Côte de Corronsac (km 117,0) 4e catégorie (0,9 km à 6,7 %) | Côte de Corronsac (km 117,0) 4e catégorie (0,9 km à 6,7 %) |
| ---------------------------------------------------------- | ---------------------------------------------------------- | ---------------------------------------------------------- | ---------------------------------------------------------- | ---------------------------------------------------------- |
|                                                            | Coureur                                                    | Pays                                                       | Équipe                                                     | Point(s)                                                   |
| 1er                                                        | Fred Wright                                                | Royaume-Uni                                                | Bahrain Victorious                                         | 1                                                          |
| modifier                                                   |                                                            |                                                            |                                                            |                                                            |

| Côte de Vieille-Toulouse (km 142,5) 4e catégorie (1,3 km à 6,8 %) | Côte de Vieille-Toulouse (km 142,5) 4e catégorie (1,3 km à 6,8 %) | Côte de Vieille-Toulouse (km 142,5) 4e catégorie (1,3 km à 6,8 %) | Côte de Vieille-Toulouse (km 142,5) 4e catégorie (1,3 km à 6,8 %) | Côte de Vieille-Toulouse (km 142,5) 4e catégorie (1,3 km à 6,8 %) |
| ----------------------------------------------------------------- | ----------------------------------------------------------------- | ----------------------------------------------------------------- | ----------------------------------------------------------------- | ----------------------------------------------------------------- |
|                                                                   | Coureur                                                           | Pays                                                              | Équipe                                                            | Point(s)                                                          |
| 1er                                                               | Jonas Abrahamsen                                                  | Norvège                                                           | Uno-X Mobility                                                    | 1                                                                 |
| modifier                                                          |                                                                   |                                                                   |                                                                   |                                                                   |

| \| Côte de Pech-David (km 148,0) 3e catégorie (0,8 km à 12,4 %) \| Côte de Pech-David (km 148,0) 3e catégorie (0,8 km à 12,4 %) \| Côte de Pech-David (km 148,0) 3e catégorie (0,8 km à 12,4 %) \| Côte de Pech-David (km 148,0) 3e catégorie (0,8 km à 12,4 %) \| Côte de Pech-David (km 148,0) 3e catégorie (0,8 km à 12,4 %) \| \| ------------------------------------------------------------ \| ------------------------------------------------------------ \| ------------------------------------------------------------ \| ------------------------------------------------------------ \| ------------------------------------------------------------ \| \| \| Coureur \| Pays \| Équipe \| Point(s) \| \| 1er \| Jonas Abrahamsen \| Norvège \| Uno-X Mobility \| 2 \| \| 2e \| Mauro Schmid \| Suisse \| Jayco AlUla \| 1 \| \| modifier \| \| \| \| \| |                  |         |                |          |
| Côte de Pech-David (km 148,0) 3e catégorie (0,8 km à 12,4 %) |                  |         |                |          |
| | Coureur          | Pays    | Équipe         | Point(s) |
| 1er | Jonas Abrahamsen | Norvège | Uno-X Mobility | 2        |
| 2e | Mauro Schmid     | Suisse  | Jayco AlUla    | 1        |
| modifier |                  |         |                |          |

### Prix de la combativité
- Jonas Abrahamsen (Uno-X Mobility)

## Classements à l'issue de l'étape
Cette section présente le classement général et les différents classements annexes à l'issue de l'étape.

### Classement général
| Classement général | Classement général | Classement général | Classement général      | Classement général |
|                    | Coureur            | Pays               | Équipe                  | Temps              |
| ------------------ | ------------------ | ------------------ | ----------------------- | ------------------ |
| 1er                | Ben Healy          | Irlande            | EF Education-EasyPost   | en 41 h 1 min 13 s |
| 2e                 | Tadej Pogačar      | Slovénie           | UAE Emirates XRG        | + 29 s             |
| 3e                 | Remco Evenepoel    | Belgique           | Soudal Quick-Step       | + 1 min 29 s       |
| 4e                 | Jonas Vingegaard   | Danemark           | Visma-Lease a Bike      | + 1 min 46 s       |
| 5e                 | Matteo Jorgenson   | États-Unis         | Visma-Lease a Bike      | + 2 min 6 s        |
| 6e                 | Kévin Vauquelin    | France             | Arkéa-B&B Hotels        | + 2 min 26 s       |
| 7e                 | Oscar Onley        | Royaume-Uni        | Picnic-PostNL           | + 3 min 24 s       |
| 8e                 | Florian Lipowitz   | Allemagne          | Red Bull-Bora-Hansgrohe | + 3 min 34 s       |
| 9e                 | Primož Roglič      | Slovénie           | Red Bull-Bora-Hansgrohe | + 3 min 41 s       |
| 10e                | Tobias Johannessen | Norvège            | Uno-X Mobility          | + 5 min 3 s        |
| modifier           |                    |                    |                         |                    |

| Classement par points | Classement par points | Classement par points | Classement par points | Classement par points |
| --------------------- | --------------------- | --------------------- | --------------------- | --------------------- |
|                       | Coureur               | Pays                  | Équipe                | Point(s)              |
| 1er                   | Jonathan Milan        | Italie                | Lidl-Trek             | 231 points            |
| 2e                    | Tadej Pogačar         | Slovénie              | UAE Emirates XRG      | 163 pts               |
| 3e                    | Mathieu van der Poel  | Pays-Bas              | Alpecin-Deceuninck    | 156 pts               |
| 4e                    | Biniam Girmay         | Érythrée              | Intermarché-Wanty     | 154 pts               |
| 5e                    | Tim Merlier           | Belgique              | Soudal Quick-Step     | 150 pts               |
| 6e                    | Anthony Turgis        | France                | TotalEnergies         | 107 pts               |
| 7e                    | Jonas Abrahamsen      | Norvège               | Uno-X Mobility        | 90 pts                |
| 8e                    | Jonas Vingegaard      | Danemark              | Visma-Lease a Bike    | 86 pts                |
| 9e                    | Quinn Simmons         | États-Unis            | Lidl-Trek             | 82 pts                |
| 10e                   | Arnaud De Lie         | Belgique              | Lotto                 | 75 pts                |
| modifier              |                       |                       |                       |                       |

| Classement du meilleur grimpeur | Classement du meilleur grimpeur | Classement du meilleur grimpeur | Classement du meilleur grimpeur | Classement du meilleur grimpeur |
| ------------------------------- | ------------------------------- | ------------------------------- | ------------------------------- | ------------------------------- |
|                                 | Coureur                         | Pays                            | Équipe                          | Point(s)                        |
| 1er                             | Lenny Martinez                  | France                          | Bahrain Victorious              | 27 points                       |
| 2e                              | Ben Healy                       | Irlande                         | EF Education-EasyPost           | 16 pts                          |
| 3e                              | Michael Woods                   | Canada                          | Israel-Premier Tech             | 11 pts                          |
| 4e                              | Tim Wellens                     | Belgique                        | UAE Emirates XRG                | 8 pts                           |
| 5e                              | Thymen Arensman                 | Pays-Bas                        | Ineos Grenadiers                | 8 pts                           |
| 6e                              | Tadej Pogačar                   | Slovénie                        | UAE Emirates XRG                | 7 pts                           |
| 7e                              | Anders Johannessen              | Norvège                         | Uno-X Mobility                  | 6 pts                           |
| 8e                              | Simon Yates                     | Royaume-Uni                     | Visma-Lease a Bike              | 5 pts                           |
| 9e                              | Quinn Simmons                   | États-Unis                      | Lidl-Trek                       | 5 pts                           |
| 10e                             | Ben O'Connor                    | Australie                       | Jayco AlUla                     | 5 pts                           |
| modifier                        |                                 |                                 |                                 |                                 |

| Classement général du meilleur jeune | Classement général du meilleur jeune | Classement général du meilleur jeune | Classement général du meilleur jeune | Classement général du meilleur jeune |
|                                      | Coureur                              | Pays                                 | Équipe                               | Temps                                |
| ------------------------------------ | ------------------------------------ | ------------------------------------ | ------------------------------------ | ------------------------------------ |
| 1er                                  | Ben Healy                            | Irlande                              | EF Education-EasyPost                | en 41 h 1 min 13 s                   |
| 2e                                   | Remco Evenepoel                      | Belgique                             | Soudal Quick-Step                    | + 1 min 29 s                         |
| 3e                                   | Kévin Vauquelin                      | France                               | Arkéa-B&B Hotels                     | + 2 min 26 s                         |
| 4e                                   | Oscar Onley                          | Royaume-Uni                          | Picnic-PostNL                        | + 3 min 24 s                         |
| 5e                                   | Florian Lipowitz                     | Allemagne                            | Red Bull-Bora-Hansgrohe              | + 3 min 34 s                         |
| 6e                                   | Carlos Rodríguez                     | Espagne                              | Ineos Grenadiers                     | + 5 min 44 s                         |
| 7e                                   | Mattias Skjelmose                    | Danemark                             | Lidl-Trek                            | + 12 min 45 s                        |
| 8e                                   | Romain Grégoire                      | France                               | Groupama-FDJ                         | + 15 min 15 s                        |
| 9e                                   | Joseph Blackmore                     | Royaume-Uni                          | Israel-Premier Tech                  | + 29 min 19 s                        |
| 10e                                  | Alex Baudin                          | France                               | EF Education-EasyPost                | + 30 min 20 s                        |
| modifier                             |                                      |                                      |                                      |                                      |

| Classement par équipes | Classement par équipes     | Classement par équipes | Classement par équipes |
|                        | Équipe                     | Pays                   | Temps                  |
| ---------------------- | -------------------------- | ---------------------- | ---------------------- |
| 1re                    | Visma-Lease a Bike         | Pays-Bas               | en 123 h 2 min 9 s     |
| 2e                     | UAE Emirates XRG           | Émirats arabes unis    | + 19 min 20 s          |
| 3e                     | Groupama-FDJ               | France                 | + 31 min 42 s          |
| 4e                     | Arkéa-B&B Hotels           | France                 | + 32 min 41 s          |
| 5e                     | Decathlon-AG2R La Mondiale | France                 | + 33 min 16 s          |
| 6e                     | Ineos Grenadiers           | Royaume-Uni            | + 37 min 3 s           |
| 7e                     | Red Bull-Bora-Hansgrohe    | Allemagne              | + 38 min 29 s          |
| 8e                     | EF Education-EasyPost      | États-Unis             | + 45 min 33 s          |
| 9e                     | TotalEnergies              | France                 | + 53 min 46 s          |
| 10e                    | Movistar                   | Espagne                | + 53 min 53 s          |
| modifier               |                            |                        |                        |

## Abandon
Aucun coureur n'a abandonné au cours de l'étape.